# Moltena
Moltena là một chi bướm ngày thuộc họ Bướm nâu.

## Các loài
- Moltena fiara (Butler, 1870)